# Raw and Rare
Raw and Rare è una raccolta del gruppo musicale garage rock statunitense The Von Bondies, pubblicata nel 2003 e contenente per la maggior parte brani eseguiti dal vivo per la BBC.

## Tracce
1. Lack of Communication – 3:31
2. Nite Train – 3:23
3. Sound of Terror – 3:20
4. (Cassie) Going Down (On Marcie) – 2:03
5. It Came from Japan – 2:07
6. My Baby's Cryin' – 2:31
7. Cryin' – 1:58
8. R & R Nurse – 5:13
9. Please Please Man – 1:59
10. Vacant as a Ghost – 2:18
11. Save My Life – 2:44
12. Cryin' – 1:53
13. Take a Heart – 8:12
14. Unknown – 2:53
15. It Came from Japan – 2:32